# 새벽 (영화)
"새벽"(영어제목: Dawn to Dawn)은 2018년 제작된 임정은 감독의 단편영화이다.

## 줄거리
대학교 취직준비를 위한 동아리. 언론고시를 준비하는 지수(정하담)은 오늘도 후배들과 함께 열공이다. 하지만 졸업까지 유예하며 4년을 매달렸지만 실력이 따르지 않는지, 운이 따르지 않는지 번번히 고배를 마신다. 합격한 동기가 있고, 함께 공부하는 후배 선영(김혜윤)이 먼저 합격할까 두렵기도 하다.

## 출연진
- 정하담: 지수 역
- 김혜윤: 선영 역

## 제작진
- 감독/각본/편집: 임정은
- 프로듀서: 서연
- 촬영/D.I.: 지상빈
- 조명: 이상훈
- 애니메이션: 김연정
- 음악: 소수정
- 분장: 서채영
- 제작: 단국대학교 영화콘텐츠전문대학원, 타이거시네마

## 영화 정보
- 2018년 인디포럼 신작전(단편)섹션에서 상영되었다.[1]
- 2018년 제22회 부천판타스틱국제영화제 판타스틱단편걸작선으로 상영되었다.[2]
- 2019년 3월 29일 KBS 1TV 독립영화관에서 방영되었다.[3]